# Bernhard Jankowski
Bernhard Jankowski (* 18. Oktober 1886 in Damerau, Kreis Dirschau; † 1964) war ein deutscher Politiker.

## Leben
Jankowski besuchte die Volksschulen in Dirschau und Dortmund und machte anschließend eine Lehre als Schlosser. Ab 1919 war er Gewerkschaftssekretär des Christlichen Metallarbeiterverbandes zunächst in Dortmund, dann in Kattowitz, wohin er noch im selben Jahr versetzt wurde. Bei den Wahlen zum polnischen Sejm 1922 wurde Jankowski für den Wahlkreis Königshütte-Schwientochlowitz gewählt. 1928 wurde er in den Warschauer Sejm gewählt. Jankowski war daneben auch in der Kommunalpolitik tätig und saß im Vorstand des Internationalen Bundes des christlichen Metallarbeiterverbandes.